# ベー革
『ベー革』（べーかく）は、クロマツテツロウによる日本の漫画作品。『ゲッサン』（小学館）にて、2021年9月号から連載中。神奈川県を舞台としている。

## あらすじ
入来ジローは夏の神奈川大会決勝、兄の入来一郎が敗退するのを目撃し、自分が兄の分まで甲子園に行くことを決意する。しかし親には一郎と同じ横須賀隼人に行くことを反対され、強豪校でもいいが進学校であるところに行って欲しいと言われ、兄から勧められた相模百合ヶ丘学園に進学する。しかしそこで待っていたのは、量ではなく質を重視する、乙坂監督のベースボール革命だった。

## 登場人物

### 相模百合ヶ丘学園
神奈川の私立校。偏差値がかなり高い進学校で野球部は平日の練習時間50分、月曜日は休みというかなり限られた制約をもつ。5年前に乙坂監督が就任してからベスト8常連、ジロー達が入学する1年前に横学附属に敗れたものの、初のベスト4入りを果たした。
練習では主に水、金、日のフィジカルトレーニングが中心。火、木は打撃と守備の練習、制約のない土日は1日練習試合をしている。データを取るため月に一度は球速測定とプルダウンを行っている。
スピードとパワーで神奈川を制すがモットー。鍛え上げたフィジカルで打撃は積極的に振る、ガンガン走る超攻撃的野球。座学を積んでおり狙った球を強く振りにいっている。
野手でも全員150キロを投げれるようにしており、守備面は他校と練習時間の差からエラー、対応ミスは多いもの全員地肩が強く、投手陣も甲本と馬原を中心に手数は多い。
上記のことからからポテンシャルは高くてもプレーが雑と強豪校の監督、選手から評されている。
スポーツ推薦を8人取っており、全員投手。1年は16人。

#### 主要人物
入来 ジロー（いりき ジロー）
主人公。投手。右投右打。1年生。
神奈川県横須賀市出身。暑苦しい性格で練習好き。考えが早く疑問を持つこともある。中学時代は横須賀二中のエースで学校の成績もかなり良く、難しい漢字、諺も多々使う。自分の考えと真逆な野球部に困惑していたが、徐々に引き込まれている。春の大会を見て、試合に出るために走塁技術の練習をしている。
投手としてはかなり平々凡々で球速最速116キロ。ただ足だけは兄にも負けないほどかなり速く、監督からも魅力的と評されているが、本来出せる球速が出ないのは投げ方が超絶ヘタクソだからと評されフォームを変えるよう言われ、褒めてるのかディスられてるのか困惑していた。
乙坂 真一（おとさか しんいち）
監督。
ツーブロックでパーカーと試合以外はラフな格好。クールで量より質を重視する『ベースボール革命』を唱えている。かつては3期連続で地方大会の決勝に進むほどの剛腕投手だったが全て負け甲子園に出場することはなかった。
甲本 虎（こうもと たいが）
投手、外野手。右投右打。3年生。4番打者。背番号1。
最速150キロのエース投手。4番を打つ打撃の中軸で投げないときはセンターも守る。口の中から出るマウスピースが特徴。春の大会から監督の勧めでリリーフに転向した。

#### 1年生
星 竜真（ほし りゅうま）
投手。左投。スポ薦組。
ジローと相部屋。冷静で熱くなりがちなジローには度々静止させている。熱血主義や長時間の練習が嫌いで乙坂監督には好感を持っている。少食。
最速124キロで、球速表示より速く感じる球を投げる。
金城 洋平（きんじょう ようへい）
投手。右投。スポ薦組。
最速121キロ。しなやかなフォームのスリークォーター。
片淵 仁美（かたぶち ひとみ）
投手。一般組。
最速117キロ。
センスが独特でよくジローから突っ込まれている。料理部の先輩にほれている。
土屋 大地（つちや だいち）
投手。
一年の中では飛び抜けており、健大高岡との試合では投げた1年3人の中で唯一無失点で抑えた。歯に衣着せぬ言い方をする。

#### 2年生
馬原 誠（まはら まこと）
投手、捕手、一塁手。左投左打。二番打者。背番号11。
かつては数多の高校からスカウトを受けたほど中学時代から飛び抜けている実力者。中学から感銘を受けた乙坂監督を募って相模百合に来た。あだ名は馬さんだが、ジローは馬さんさんと呼んでいる。
選手としては最速147キロのサウスポーで、甲本との2番看板。
城之内（じょうのうち）
遊撃手。右投左打。一番打者。背番号6。
神奈川、報応中出身。投手だったが、今は野手に専念している模様。あだ名はジョー。
田丸（たまる）
投手。左投。背番号15。
どんな状況でも淡々と投げ込む昭和の投手並のメンタルを持つ技巧派サウスポー。ただ3回以上投げると球威もクオリティーもガタ落ちする。
鮫島（さめじま）
右翼手。背番号9。五番打者。
芯を気にせず、詰まろうが振り抜くタイプ。
猪野塚 圭（いのづか けい）
1年生の教育係。

#### 3年生
与那城 ユウ（よなしろ ユウ）
捕手、投手。主将。背番号2。三番打者。
相模百合ヶ丘の野球部主将。打者としては3番を打ち、投手としては最速143キロ。
辰巳 ヒロシ（たつみ ヒロシ）
外野手、三塁手。右投右打。背番号10。
フルスイングが特徴の代打の切り札的選手。健大との試合で2ホーマーを放ち、春大会からはサードのレギュラーになる。
香川（かがわ）
捕手。右投右打。背番号14。
控え捕手。与那城が先発時にマスクを被る。
石橋 大和(いしばし やまと)
投手。右投。背番号18。
通称大和。主に伝令を務めることが多い。投手としては独特のサイドスローで長い腕から、変化する球筋の最速139キロのストレートを投げる。

#### その他
馬場（ばば）
バッテリーコーチ。元捕手。乙坂監督とは同じ高校出身。

### 東洋大相模高校
神奈川の名門校。選抜ベスト16の横学付属に次ぐ強豪。
竹富 瑠輝也（たけとみ るきや）
投手。右投右打。3年生。
プロ注目の最速154キロの右腕エース。190cm以上の長身。春の大会初戦でいきなりノーヒットノーランを達成した。
御手洗 義樹（みたらい よしき）
中堅手。一番打者。左打。3年生。
プロ注目の選手。
三笠 誠（みかさ まこと）
捕手。三番打者。右打。3年生。
プロ注目の選手。
駒木根 優芯（こまきね ゆうしん）
一塁手。四番打者。左打。2年生。
2年ながら4番を打つ実力者。
島之内
投手。左投。
水戸
遊撃手。2番打者。
須藤
三塁手。5番打者。
柿原
右翼手。6番打者。
金井
左翼手。7番打者。
木俣
二塁手。8番打者。

### 光桐学院高校
秋にベスト4入りしている強豪校。選手は背丈は全員同じほどで、飛び抜けた選手はいないがかなり鍛えられている。全員守備力が高く、相模百合ヶ丘とは逆の堅実で古典的な野球で守り勝つチーム。春大会準々決勝で相模百合ヶ丘と対戦。
鐘撞（かねつき）
監督。眼鏡をかけた監督歴35年の老将。春大会では雑な野球の穴を突いたプレイングで有利に進めていたが、甲本の単純ぶりなピッチングには理解できず混乱していた。
下平幸之介（しもだいら こうのすけ）
二塁手。1年生。1番打者。
双子のツインズ。揃って富士額でグラサンをかけている。俊足で粘り打ちが得意。
下平慎之介（しもだいら しんのすけ）
中堅手。1年生。2番打者。
双子のツインズ。俊足で守備力が高い。
古葉（こば）
捕手。4番打者。
総合力の高い司令塔。
飯原（いいはら）
投手。背番号1。
制球力の良い右サイド。
藤村（ふじむら）
遊撃手。3番打者。
攻守ともに評価が高い。
祖父江（そふえ）
一塁手。5番打者。
小野（おの）
右翼手。6番打者。
辻（つじ）
左翼手。7番打者。
北村（きたむら）
三塁手。8番打者。

### 横浜学院大附属高校
略称は横学附属。神奈川の王者。1年前には準決勝で相模百合ヶ丘を下し、決勝では入来一郎率いる横須賀隼人に8-6で下し神奈川大会を優勝。秋の大会、神宮大会も制し、選抜ではベスト4に入った。投打ともに圧倒的な実力で多彩な攻撃ができるのが特徴。
春の大会決勝では東洋大相模に7-4で圧勝。
加治倉 永栖(かじくら えいす)
投手。背番号1。左投。ドラフト上位候補。春大会決勝は6回からリリーフして4回2失点。
灘 賢太郎（なだ けんたろう）
投手。背番号11。左投。ドラフト上位候補。春大会は先発。初っ端先頭打者本塁打を打たれたが動揺することなく5回2失点で投げきった。
一宮（いちみや）
二塁手。1番打者。
別府（べっぷ）
中堅手。2番打者。
伊佐山（いさやま）
三塁手。3番打者。竹富から本塁打を放った。
新開（しんかい）
遊撃手。4番打者。
八木（やぎ）
一塁手。5番打者。
永瀬（ながせ）
右翼手。6番打者。
古株（ふるかぶ）
左翼手。8番打者。
君嶋（きみしま）
捕手。9番打者。

### 健大高岡高校
群馬の強豪校。甲子園常連校。選抜に出場したが横学附属に敗れた。春の大会前に相模百合ヶ丘と練習試合を組んだ。
石神（いしがみ）
監督。群馬の策士と呼ばれる知将。50分の練習時間のなかで神奈川大会ベスト4に進ませた乙坂監督が気になっていた。練習試合ではスイングスピードの速さや肩の強さに驚きつつも試合の流れを掴み逆転勝利した。
川尻（かわじり）
エース投手。右のサイドスロー。コントロールが良く試合を作るのがうまく、中盤まで投げてリリーフするのが健大の流れ。
田村（たむら）
四番打者。高校通算52ホーマー。
小泉（こいずみ）
五番打者。
篠峯 大志（しのみね たいし）
投手。右投。
一年ながら153キロの剛速球を投げる逸材。

### 入来家
入来 一郎（いりき いちろう）
投手。右打。
ジローの兄。幼い頃から怪童、横須賀のリッキーという異名を持ち、横須賀隼人時代は一年から四番、二年春からエース、三年時は主将という実力者。1年の頃には130キロを出していた。
神奈川大会決勝では自分が三振し最後の打者となり涙を流した。ジローには頭を使う野球部の相模百合ヶ丘への進学を勧めた。卒業後は大学に進学。
入来 拓郎（いりき たくろう）
ジローの父。練習量のきつい横須賀隼人への進学は諦めるよう言った。あまりジローへの興味がないため扱い方にジローはキレていた。
入来 智代（いりき ともよ）
ジローの母。ジローの強豪校に行くのは応援するが、学校の成績が良いので進学校でもある所に行って欲しいとお願いした。
入来 サチヨ（いりき さちよ）
ジローの妹。中3。兄の一郎信者でジローのアンチ。暑苦しいジローにはかなり冷めている。

## 制作背景
作者のクロマツ自身が野球をしていたころは「練習は長ければ長いほどいいという時代」であった。クロマツは知人のトレーナーから「面白い高校があるよ」と、ある進学校を紹介された。いろいろな舞台が高校野球漫画ではやりつくされていると考えていたクロマツだが、その高校は「練習時間が極端に短い」ため、「鍛えるのに時間がかかる守備などは最初から捨て」て、「代わりに体を鍛えて全員が150kmを投げ、全員がホームランを打てればいい」といった方針と知り、「漫画以上にフィクションぽさがあった」と話している。「新しい動きは漫画でも早く取り入れた方がいい」と考えたことが、本作の着想のきっかけとなった。
クロマツが取材をした際には、合理的で「形式だけの練習が全くない」光景を目にして新鮮に感じたものの、量ではなく質で練習をしているため、高度であり「「超合理的指導」というハードルを越えられる選手は、昭和の根性練習に耐えられた選手よりもさらに少ないのではないか」と感じた。クロマツ自身が根性論を大切にしている部分があるため、それを否定しない描き方で、作中では「主人公のチームがやることが“絶対的な正解”」というようには描かないよう意識している。クロマツによると、本作では「読者に分かりやすいように二元論的に描いている部分も多い」が、現実世界でも仙台育英高校のように質重視の野球の強豪校もあるという。クロマツは「漫画というフィクションだからこそ、作中ではどの野球からでも夢や希望が与えられるように描いていきたい」と話している。

## 評価
マンガ解説者の南信長は、本作は「理論派高校野球マンガ」であり、「令和の名作」と評している。南によると「監督の“革命理論”は、野球に限らずビジネスの世界にも通用しそう」であり、「いまだ昭和の価値観に縛られている指導者（管理職）にこそ読んでほしい」作品である。

## 書誌情報
- クロマツテツロウ 『ベー革』 小学館〈ゲッサン少年サンデーコミックス〉、既刊7巻（2025年3月19日現在）
  1. 2022年3月8日発売[9][10]、ISBN 978-4-09-851091-7
  2. 2022年8月19日発売[11]、ISBN 978-4-09-851270-6
  3. 2023年3月17日発売[12]、ISBN 978-4-09-851766-4
  4. 2023年8月18日発売[13]、ISBN 978-4-09-852776-2
  5. 2024年3月19日発売[14]、ISBN 978-4-09-853189-9
  6. 2024年9月11日発売[15]、ISBN 978-4-09-853585-9
  7. 2025年3月19日発売[16]、ISBN 978-4-09-854032-7